# Landhuis (Bornem)

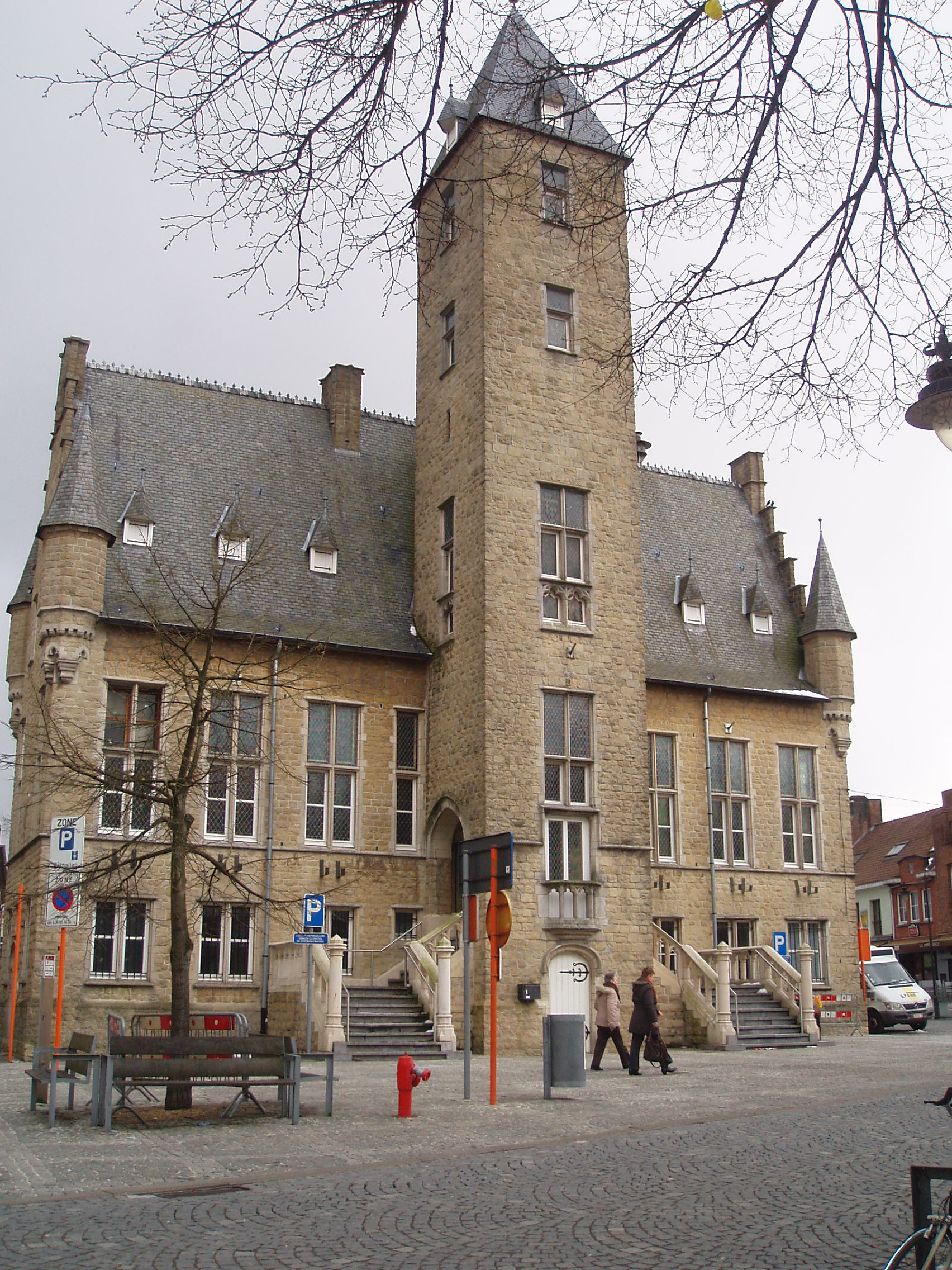
Het Landhuis

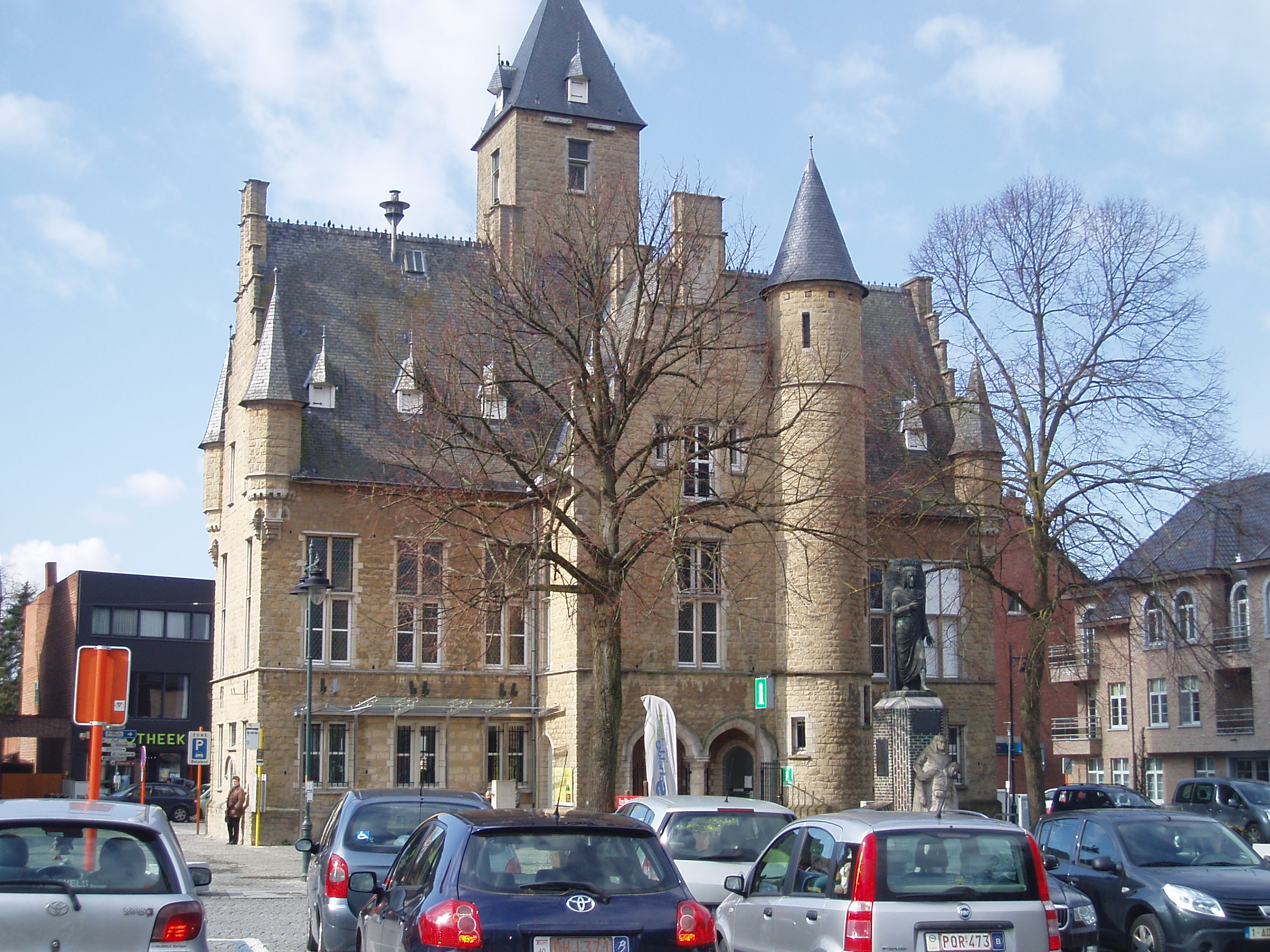
Achterzijde van het Landhuis

Het Landhuis is een beschermd monument in Bornem. Het is gelegen aan het centrale dorpsplein (Boomstraat 1) en behoort tot het beschermd dorpsgezicht (dorpsgezicht Bornem).

## Geschiedenis
De naam “Landhuis” komt van een ouder classicistisch landhuis uit 1781-1783, dat vroeger op die plaats stond. Het gebouw werd toen gebruikt als raadshuis. Voor de bouw, die zo'n 7.600 gulden heeft gekost, werden ook sommen betaald door de naburige gemeentes Mariekerke en Hingene. Dit oudste gebouw werd in 1823 gerestaureerd of mogelijk zelfs heropgebouwd onder leiding van architect Vuillaume.
In 1913 werd het toenmalige Landhuis afgebroken en vanaf 1914 vervangen door het huidige gebouw. Hiervan was Edward Careels de architect. Door de Eerste Wereldoorlog vielen de bouwwerken grotendeels stil en bleef het gebouw lang zonder dak. Pas in 1925 werd het gebouw ingehuldigd. Het landhuis werd gebruikt als gemeentehuis tot 1961. 

## Het huidige gebouw

### Beschrijving
Het huidige Landhuis is gebouwd in neo-Vlaamse-renaissancestijl, met trapgevels, rechthoekige vensters met kruisramen in arduin, zandsteen, dakkapellen en een symmetrische schikking van de onderdelen. Op de raamlijst van de tweede bouwlaag van de toren werd het bouwjaar aangebracht.

### Functie
Van 1925 tot 1961 werd het Landhuis gebruikt als gemeentehuis. Later, tot heden, deed het dienst als gemeentearchief, raadzaal en toeristische dienst.

## Bescherming
In 1998 werd het Landhuis officieel beschermd.